# 哈特利 (密西西比州)
哈特利（英語：Hatley）是位於美國密西西比州門羅縣的城鎮。

## 人口
根據2020年美國人口普查的數據，哈特利的面積為3.54平方千米，皆為陸地。當地共有人口495人，而人口密度為每平方千米140人。